# Benjamin Silliman
Benjamin Silliman (Stratford, 8 de agosto de 1779 — New Haven, 24 de novembro de 1864) foi um antigo químico americano e educador de ciências. Ele foi um dos primeiros professores americanos de ciência, no Yale College, a primeira pessoa a destilar petróleo na América.
Benjamin Silliman promoveu os métodos de craqueamento do petróleo, que tornou possível a indústria petroquímica moderna.